# Edmond van Wintershoven
Pieter Frederik Edmond (Edmond) van Wintershoven (Maastricht, 21 februari 1822 - Maastricht, 20 februari 1899) was een Nederlands politicus en Thorbeckiaans Tweede Kamerlid.
Van Wintershoven was een liberaal uit Maastricht, die in die stad een beweging leidde voor een zelfstandig Limburg, dat deel moest gaan uitmaken van de Duitse Bond. Als Tweede Kamerlid zette hij zich in voor de betere bevaarbaarheid van de Maas en Zuid-Willemsvaart. Hij nam daartoe onder meer het initiatief tot een parlementaire enquête naar de Belgische Maasaftappingen. Behalve advocaat was hij raadslid in Maastricht en Statenlid in Limburg.
Van Wintershoven was getrouwd met jvr. Philomène Charlotte Louise Désirée barones de Bounam de Ryckholt (1841), telg uit het geslacht De Bounam de Ryckholt en een zuster van eerste luitenant Alfridus Philippus Arcadus Adrianus Ferdinandus de Bounam de Ryckholt.

## Tweede Kamer
| Periode                                                                                                 |
| --- |
| 20-09-1852 t/m 25-04-1853 14-06-1853 t/m 12-03-1855 17-09-1856 t/m 14-09-1860 15-09-1860 t/m 18-09-1864 |